# Hubaszijja
Hubaszijja – wieś w Syrii, w muhafazie Aleppo, w As-Safira. W 2004 roku liczyła 962 mieszkańców.